# Mai Chau

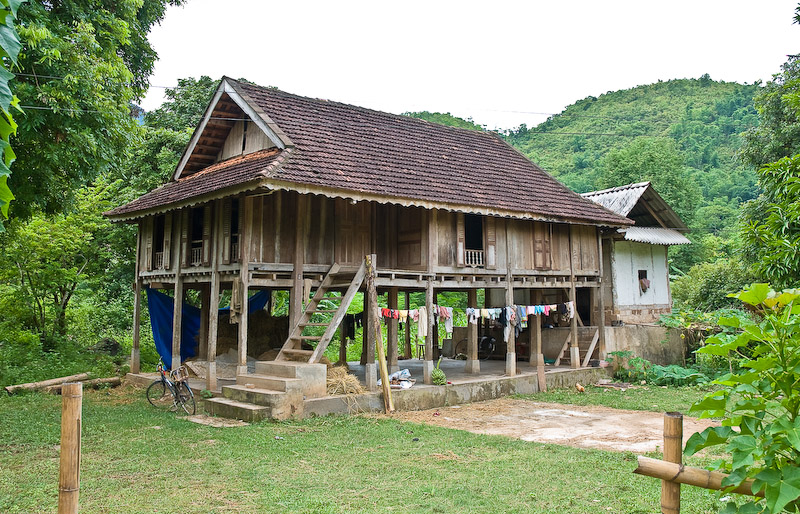
Stylthus i Mai Chau-distriktet.

Mai Chau (vietnamesiska Mai Châu) är en ort i norra Vietnam och ligger i provinsen Hoa Binh. Den är huvudort för ett distrikt med samma namn, och centrala Mai Chau hade 5 145 invånare vid folkräkningen 2009. Mai Chau är belägen 400 m ö.h. och befolkas av olika minoritetsfolk, framför allt vita tai. Populärt för dem som besöker området är att övernatta i tai-hus som står på styltor. Bussar går dagligen från Hanoi och Hoa Binh.